# Antilop (heraldika)
A heraldikai antilop a címerképek közé tartozó jelkép.
Névváltozatok:

en: antelope, de: Antilope

Rövidítések:

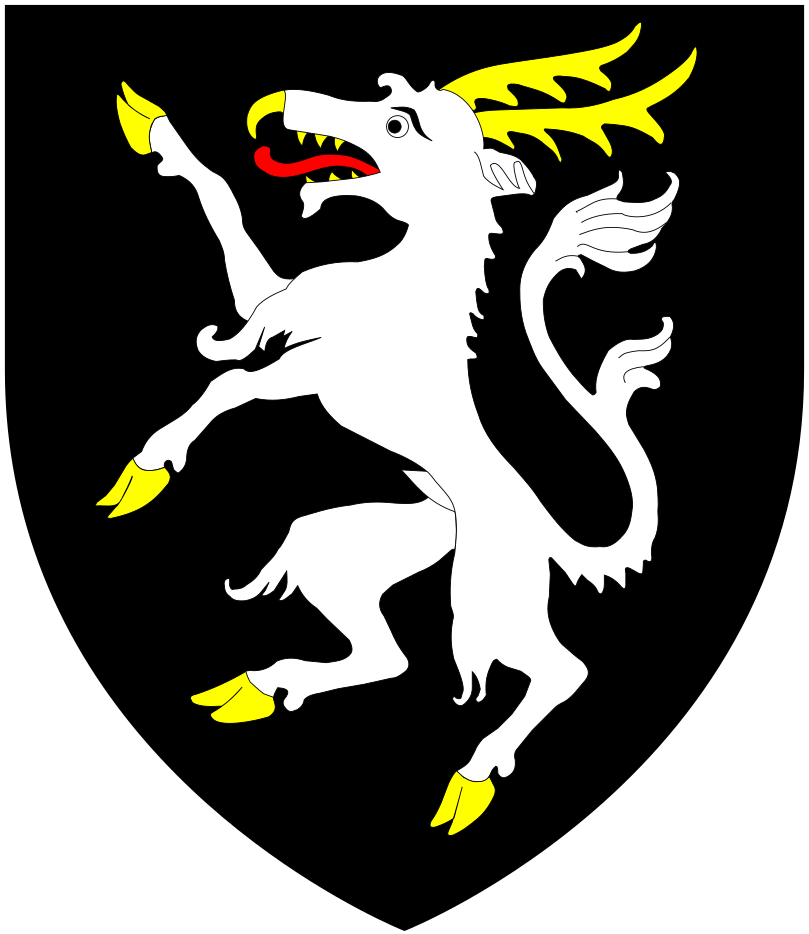
Harris of Cornworthy címere

A Dél-afrikai Köztársaság címere 1930–1932 között

Leginkább az angol heraldikában fordul elő, ahol különös képzeletbeli lénnyé is vált és a bestiáriumok szerzői mindenféle mesés képességekkel ruházták fel. Mivel a középkor természettudósai nem találkoztak túlságosan gyakran élő antiloppal, a hallomásból szerzett értesülések nyomán néha furcsa ábrázolásmódjai születtek. Szőrtincsekkel, agyaras pofával és fűrészes szarvakkal rajzolták meg. Az angol címerekben elsősorban pajzstartóként és sisakdíszként fordul elő. A természetes antilop elsősorban az afrikai heraldikában szerepel. Pajzstartóként látható Fokföld címerében.
A régebbi heraldikában az antilop stilizált volt, erősen kiemelt szarvakkal és patákkal. Általában álló helyzetben fordult elő. Az újabb kori címerekben szinte teljesen természetes formát kapott.
A heraldikai antilopok közé sorolhatók az angol heraldika egyes képzeletbeli lényei is, mint a yale, a pantheon (a bestiáriumok az ég lakójának tartják, ezért általában csillagokkal bevetett, bíbor vagy fekete testtel ábrázolják, az űrutazással kapcsolatos címerekben használják) és a bagwyn (antiloptestű lófarokkal és hosszú, csavart szarvval).